# Vachtegels
De vachtegels (Zaglossus) vormen een geslacht van mierenegels. Er zijn drie nog levende soorten, die alleen op Nieuw-Guinea voorkomen. Fossiele resten van vachtegels uit het Pleistoceen zijn gevonden in Australië en Tasmanië. Samen met de gewone mierenegel (Tachyglossus aculeatus) en het vogelbekdier vormen zij de enige eierleggende zoogdieren.

## Kenmerken
Vachtegels hebben minder en kortere stekels dan de mierenegel en een dikkere, ruwe vacht. De stekels liggen meestal verborgen in de vacht, behalve op de flanken. De poten zijn langer, met kleinere graafklauwen. Zowel de voor- als de achterpoten hebben vijf tenen. Bij de achterpoten hebben enkel de middelste drie tenen klauwen.
De bek is zeer lang (het beslaat twee derde van de totale lengte van de kop) en is licht naar beneden gebogen. Deze bek bevat een lange, kleverige tong. In een groeve aan de bovenzijde van de tong ligt een veld met hoornige stekels. Dit veld loopt van de punt tot ongeveer op een derde van de tong en dient om regenwormen te vangen. Deze worden vervolgens fijngemalen tegen het verhemelte, dat eveneens met hoornige stekels is bedekt. Mannetjesvachtegels hebben een spoor op de enkels.
Vachtegels zijn over het algemeen groter dan de mierenegel, tot 90 centimeter lang en 17 kilogram zwaar. Zaglossus attenboroughi is echter vrij klein, net zo groot als een kleine mierenegel. 

## Verspreiding

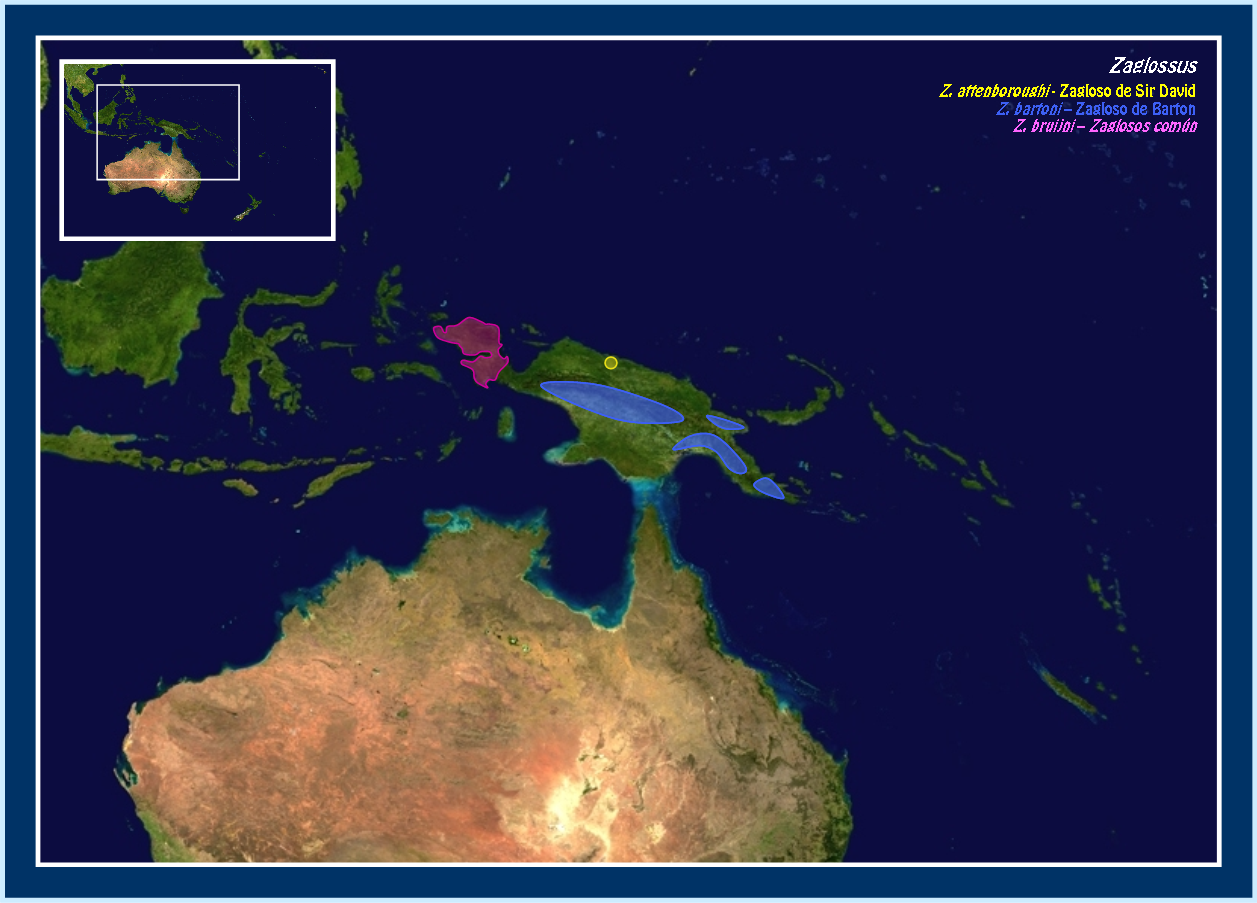
Verspreidingsgebied van de vachtegels. Rood = Z. bruijni, blauw = Z. bartoni, geel = Z. attenboroughi

Vachtegels leven enkel in de bergregenwouden van Nieuw-Guinea en Salawati, tot op 4150 meter hoogte. Ze komen mogelijk ook voor op de eilanden Waigeo en Supiori. Vroeger kwamen ze ook in de laaglanden voor, maar hier zijn zij inmiddels uitgestorven. De vachtegels behoren tot de grootste landdieren van Nieuw-Guinea.
Fossiele soorten zijn bekend uit Australië en Tasmanië. Sommige van deze soorten waren vrij groot, tot de grootte van een schaap. De grotere vachtegels zijn waarschijnlijk door klimaatveranderingen in Australië uitgestorven.
In 2012 werd vastgesteld dat een in 1901 in Kimberley, West-Australië gedode mierenegel een gewone vachtegel (Zaglossus bruijni) was, een aanwijzing dat de soort nog tot het begin van de twintigste eeuw in Australië voorkwam. Dit exemplaar is tegenwoordig onderdeel van de collectie van het Natural History Museum te Londen. Expedities moeten uitwijzen of de soort hier nog steeds voorkomt.

## Gedrag
De vachtegels leven voornamelijk van wormen. De wormen worden met de kop of de staart eerst opgegeten. Indien nodig houdt hij de wormen met zijn voorpoten vast, terwijl hij zijn bek goed positioneert. Soms voedt hij zich met andere ongewervelden die hij op de bosbodem vindt.
Het zijn nachtdieren, die zich overdag schuilhouden in een hol. Net als andere cloacadieren leggen vachtegels eieren. De een of meer eieren dragen zij bij zich in een tijdelijke buidel aan het achterlijf. Na het uitkomen van de eieren blijven de jongen in de buidel. De melkvelden bevinden zich eveneens in de buidel. De levensverwachting voor wilde dieren is niet bekend. In gevangenschap kunnen ze tot 30 jaar oud worden.

## Soorten
Er zijn drie nog levende soorten en verscheidene uitgestorven soorten. De oudst bekende fossiele soorten stammen uit het Mioceen van Australië en Tasmanië. 
- Geslacht Zaglossus (Vachtegels)
  - Zaglossus attenboroughi – Attenboroughs vachtegel
  - Zaglossus bartoni – Zwartharige vachtegel
  - Zaglossus bruijni – Gewone vachtegel
  - Zaglossus hacketti†
  - Zaglossus harrisoni†
  - Zaglossus owenii†
  - Zaglossus ramsayi†
  - Zaglossus robustus†

De laatste drie soorten worden wel ondergebracht bij het geslacht Megalibgwilia.

## Relatie met de mens

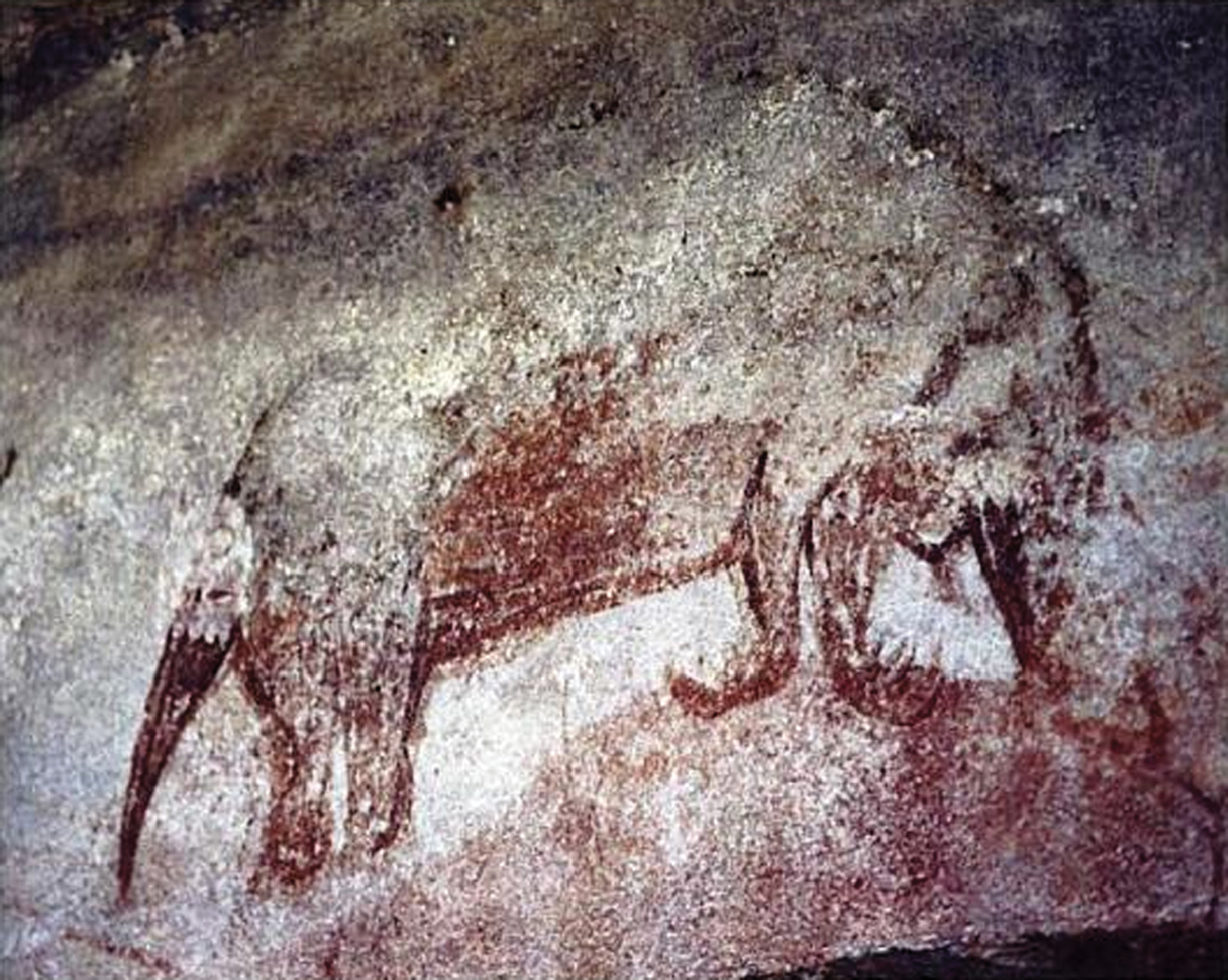
Rotstekening in Arnhemland. Vachtegels zijn inmiddels uitgestorven in Australië.

Vachtegels behoren tot de grotere landdieren van Nieuw-Guinea. Zij zijn een belangrijk voedseldier voor de inheemse bevolking van Nieuw-Guinea. De dieren worden dan ook gericht bejaagd voor het vlees. Alle drie de soorten worden tegenwoordig ernstig bedreigd door de intensieve jacht en de boskap.
De Papoea's kennen verscheidene verhalen over de vachtegels. Een stam in het Arfakgebergte geloofde dat de vachtegel ontstond toen hij uit het ei van een paradijsvogel kwam en op de grond viel. Volgens de Etoro van de Southern Highlands veranderen oude boomkangoeroes in vachtegels als zij uit bomen afdalen. De staart van de boomkangoeroe verandert dan in de snuit van de vachtegel. De eerste Australische Aboriginals waren mogelijk ook bekend met de vachtegels. In Arnhemland zijn rotstekeningen gevonden van aboriginals, die dieren tonen die grote gelijkenis hebben met vachtegels.
Zaglossus attenboroughi is de laatst ontdekte soort. In 1998 werd het dier beschreven. Z. attenboroughi is slechts bekend van één exemplaar, dat in 1961 was gedood in het Cyclops-gebergte in het noorden van Nieuw-Guinea. Op het moment van beschrijven lag het al 37 jaar in de collectie van Naturalis opgeborgen. De soort is vernoemd naar de Britse natuurdocumentairemaker Sir David Attenborough. Sinds het ene exemplaar uit 1961 is het niet meer door wetenschappers waargenomen, maar bij een expeditie in 2007 werden sporen gevonden die mogelijk tot deze soort behoorden.